# Vườn quốc gia Gloucester
Vườn quốc gia Gloucester là một vườn quốc gia ở Tây Úc, Úc.
, 281 km về phía nam Perth và khoảng 3 km so với Pemberton, Western Australia.
Vườn quốc gia này có cây Gloucester, một loài cây karri nổi tiếng. Khách tham quan có thể leo lên cây để đến một nơi quan sát có độ cao 61 mét (200 ft) trên mặt đất thông qua các bậc đóng vào thân cây. Cây và vườn quốc gia này được đặt tên theo toàn quyền Úc lúc đó là công tước Gloucester người đến thăm khu vực này vào năm 1946.
Cây này được sử dụng làm tháp quan sát cứu hỏa, cabin và các bậc thang được lắp vào cây năm 1947 và đã là một trong 8 cây quan sát ở khu vực giữa giai đoạn 1937 và 1952.